# 13816 Stülpner
13816 Stülpner là một tiểu hành tinh vành đai chính với chu kỳ quỹ đạo là 1482.4622248 ngày (4.06 năm).
Nó được phát hiện ngày 29 tháng 12 năm 1998.